# Jo's Streetparty
Jo's Streetparty is een show in familiepretpark Walibi Holland in Biddinghuizen. Jo's Streetparty wordt gehouden in Hollywood The Main Street. De show heeft in seizoen 2009 gespeeld.

## Verhaal
In feite begint de show al bij de park opening in 2009 om 10:00. Hier komt Jo de Pelikaan tevoorschijn waarbij hij een twee en een halfuur durende openingsceremonie wil houden. Walibi en Walibelle vertellen hem dat dat veel te lang gaat duren, en dat hij maar twee en een halve minuut heeft. Hierna barst Jo de Pelikaan in huilen uit, maar Walibi komt met een idee. Hij wil de openingsceremonie verplaatsen naar 's middags. Dit vindt Jo de Pelikaan ook een goed idee, en hij gaat er meteen vandoor om van alles te regelen.
's Middags komen Jo de Pelikaan, Walibi en Walibelle weer bij elkaar om het feest te gaan houden. Ook is er een DJ aanwezig, die zorgt voor de nodige muziek. Tijdens het feest worden de bezoekers interactief betrokken bij de show. Zo is er een gedeelte in de show waarbij de bezoekers moeten limbo dansen, samen met de aanwezige karakters. Een gedeelte in de show met grote ballen, waarbij de bezoekers samen met de karakters de ballen kunnen overschieten. In feite is de show één groot feest dat samen met de bezoekers wordt gevierd, als afsluiting van de dag in Walibi Holland. De show is namelijk anderhalf uur of een uur voor sluitingstijd van het park, en duurt ongeveer een half uur.
Afbeeldingen · Lijst van attracties